# Galium beckhausianum
Galium beckhausianum är en måreväxtart som beskrevs av G.H.Loos. Galium beckhausianum ingår i släktet måror, och familjen måreväxter. Inga underarter finns listade i Catalogue of Life.